# Olympische Sommerspiele 1996/Fußball
Bei den XXVI. Olympischen Sommerspielen 1996 in Atlanta wurde ein Wettbewerb im Fußball ausgetragen. Erstmals in der olympischen Geschichte fand auch ein Turnier im Frauenfußball statt.
Die deutsche U-21-Mannschaft der Männer konnte sich im Rahmen der U-21-Fußball-Europameisterschaft 1996, die als Qualifikation diente, nicht qualifizieren.
Im Männerwettbewerb konnte mit Nigeria erstmals eine afrikanische Mannschaft das Finale erreichen und bei einem großen internationalen Turnier den Titel gewinnen. Argentinien erreichte zum ersten Mal nach 1928 wieder das Finale und zum ersten Mal nach 1928 stand nicht nur keine europäische Mannschaft im Finale, sondern Europa blieb gänzlich ohne Medaille. Portugal verlor im Spiel um Platz drei mit 0:5 gegen Brasilien, das mit Spielern wie Aldair und Bebeto, die 1994 Weltmeister geworden waren, sowie Rivaldo, Roberto Carlos und Ronaldo antrat, die sechs Jahre später Weltmeister werden sollten. Zudem erreichten erstmals auch nur drei europäische Mannschaften das Viertelfinale und seit 1928 zum ersten Mal wieder nur eine europäische Mannschaft das Halbfinale.

## Spielorte
Spielestätten waren das Legion Field in Birmingham/Alabama, das Florida Citrus Bowl in Orlando/Florida, das Orange Bowl Stadium in Miami/Florida, das Sanford Stadium in Athens/Georgia und das Robert F. Kennedy Memorial Stadium in Washington, D.C. Auch bei diesem Turnier wurde, wie schon 1984 und 1992, kein Spiel im eigentlichen Olympiastadion in Atlanta ausgetragen.
| Orlando |

| Athens |

| Washington, D.C. |

| Birmingham |

| Miami |

| Orlando |

| Athens |

| Washington, D.C. |

| Birmingham |

| Miami |

## Männerturnier

### Gruppenphase

#### Gruppe A
|                                        |   |             |           |
| 20. Juli 1996, 19:30 Uhr in Birmingham |   |             |           |
| Vereinigte Staaten                     | – | Argentinien | 1:3 (1:1) |
| 20. Juli 1996, 15:00 Uhr in Washington |   |             |           |
| Portugal                               | – | Tunesien    | 2:0 (1:0) |
| 22. Juli 1996, 19:30 Uhr in Birmingham |   |             |           |
| Vereinigte Staaten                     | – | Tunesien    | 2:0 (1:0) |
| 22. Juli 1996, 19:30 Uhr in Washington |   |             |           |
| Argentinien                            | – | Portugal    | 1:1 (1:0) |
| 24. Juli 1996, 19:30 Uhr in Washington |   |             |           |
| Vereinigte Staaten                     | – | Portugal    | 1:1 (0:1) |
| 24. Juli 1996, 19:30 Uhr in Birmingham |   |             |           |
| Argentinien                            | – | Tunesien    | 1:1 (1:0) |

| Pl. | Land               | Sp. | S | U | N | Tore    | Diff. | Punkte |
| --- | ------------------ | --- | - | - | - | ------- | ----- | ------ |
| 1.  | Argentinien        | 3   | 1 | 2 | 0 | 005:300 | +2    | 05     |
| 2.  | Portugal           | 3   | 1 | 2 | 0 | 004:200 | +2    | 05     |
| 3.  | Vereinigte Staaten | 3   | 1 | 1 | 1 | 004:400 | ±0    | 04     |
| 4.  | Tunesien           | 3   | 0 | 1 | 2 | 001:500 | −4    | 01     |

#### Gruppe B
|                                     |   |               |           |
| 20. Juli 1996, 18:30 Uhr in Orlando |   |               |           |
| Spanien                             | – | Saudi-Arabien | 1:0 (0:0) |
| 20. Juli 1996, 18:30 Uhr in Miami   |   |               |           |
| Frankreich                          | – | Australien    | 2:0 (1:0) |
| 22. Juli 1996, 19:00 Uhr in Orlando |   |               |           |
| Frankreich                          | – | Spanien       | 1:1 (1:0) |
| 22. Juli 1996, 19:00 Uhr in Miami   |   |               |           |
| Australien                          | – | Saudi-Arabien | 2:1 (1:1) |
| 24. Juli 1996, 19:00 Uhr in Orlando |   |               |           |
| Spanien                             | – | Australien    | 3:2 (1:2) |
| 24. Juli 1996, 19:00 Uhr in Miami   |   |               |           |
| Frankreich                          | – | Saudi-Arabien | 2:1 (1:1) |

| Pl. | Land          | Sp. | S | U | N | Tore    | Diff. | Punkte |
| --- | ------------- | --- | - | - | - | ------- | ----- | ------ |
| 1.  | Frankreich    | 3   | 2 | 1 | 0 | 005:200 | +3    | 07     |
| 2.  | Spanien       | 3   | 2 | 1 | 0 | 005:300 | +2    | 07     |
| 3.  | Australien    | 3   | 1 | 0 | 2 | 004:600 | −2    | 03     |
| 4.  | Saudi-Arabien | 3   | 0 | 0 | 3 | 002:500 | −3    | 0      |

#### Gruppe C
|                                        |   |          |           |
| 21. Juli 1996, 12:00 Uhr in Washington |   |          |           |
| Südkorea                               | – | Ghana    | 1:0 (1:0) |
| 21. Juli 1996, 17:00 Uhr in Birmingham |   |          |           |
| Mexiko                                 | – | Italien  | 1:0 (0:0) |
| 23. Juli 1996, 21:00 Uhr in Washington |   |          |           |
| Ghana                                  | – | Italien  | 3:2 (1:2) |
| 23. Juli 1996, 20:00 Uhr in Birmingham |   |          |           |
| Mexiko                                 | – | Südkorea | 0:0       |
| 25. Juli 1996, 21:00 Uhr in Washington |   |          |           |
| Mexiko                                 | – | Ghana    | 1:1 (0:1) |
| 25. Juli 1996, 21:00 Uhr in Birmingham |   |          |           |
| Italien                                | – | Südkorea | 2:1 (1:0) |

| Pl. | Land     | Sp. | S | U | N | Tore    | Diff. | Punkte |
| --- | -------- | --- | - | - | - | ------- | ----- | ------ |
| 1.  | Mexiko   | 3   | 1 | 2 | 0 | 002:100 | +1    | 05     |
| 2.  | Ghana    | 3   | 1 | 1 | 1 | 004:400 | ±0    | 04     |
| 3.  | Südkorea | 3   | 1 | 1 | 1 | 002:200 | ±0    | 04     |
| 4.  | Italien  | 3   | 1 | 0 | 2 | 004:500 | −1    | 03     |

#### Gruppe D
|                                     |   |           |           |
| 21. Juli 1996, 18:30 Uhr in Miami   |   |           |           |
| Japan                               | – | Brasilien | 1:0 (0:0) |
| 21. Juli 1996, 18:30 Uhr in Orlando |   |           |           |
| Nigeria                             | – | Ungarn    | 1:0 (0:0) |
| 23. Juli 1996, 20:30 Uhr in Miami   |   |           |           |
| Brasilien                           | – | Ungarn    | 3:1 (1:0) |
| 23. Juli 1996, 20:30 Uhr in Orlando |   |           |           |
| Nigeria                             | – | Japan     | 2:0 (0:0) |
| 25. Juli 1996, 21:00 Uhr in Miami   |   |           |           |
| Brasilien                           | – | Nigeria   | 1:0 (1:0) |
| 25. Juli 1996, 21:00 Uhr in Orlando |   |           |           |
| Japan                               | – | Ungarn    | 3:2 (1:1) |

| Pl. | Land      | Sp. | S | U | N | Tore    | Diff. | Punkte |
| --- | --------- | --- | - | - | - | ------- | ----- | ------ |
| 1.  | Brasilien | 3   | 2 | 0 | 1 | 004:200 | +2    | 06     |
| 2.  | Nigeria   | 3   | 2 | 0 | 1 | 003:100 | +2    | 06     |
| 3.  | Japan     | 3   | 2 | 0 | 1 | 004:400 | ±0    | 06     |
| 4.  | Ungarn    | 3   | 0 | 0 | 3 | 003:700 | −4    | 0      |

### Viertelfinale
|                                        |   |            |           |
| 27. Juli 1996, 19:30 Uhr in Birmingham |   |            |           |
| Argentinien                            | – | Spanien    | 4:0 (0:0) |
| 27. Juli 1996, 18:00 Uhr in Miami      |   |            |           |
| Portugal                               | – | Frankreich | 2:1 n. V. |
| 28. Juli 1996, 16:00 Uhr in Birmingham |   |            |           |
| Mexiko                                 | – | Nigeria    | 0:2 (0:1) |
| 28. Juli 1996, 18:00 Uhr in Miami      |   |            |           |
| Brasilien                              | – | Ghana      | 4:2 (1:1) |

### Halbfinale
|                                    |   |           |           |
| 30. Juli 1996, 18:00 Uhr in Athens |   |           |           |
| Argentinien                        | – | Portugal  | 2:0 (0:0) |
| 31. Juli 1996, 18:00 Uhr in Athens |   |           |           |
| Nigeria                            | – | Brasilien | 4:3 n. V. |

### Spiel um Bronze
|                                     |   |          |           |
| 2. August 1996, 18:00 Uhr in Athens |   |          |           |
| Brasilien                           | – | Portugal | 5:0 (2:0) |

### Finale
| Paarung        | Nigeria – Argentinien |
| Ergebnis       | 3:2 (1:1) |
| Datum          | 3. August 1996 |
| Stadion        | Sanford Stadium, Athens |
| Zuschauer      | 86.117 |
| Schiedsrichter | Pierluigi Collina ( Italien) |
| Tore           | 0:1 Claudio López (3.), 1:1 Celestine Babayaro (28.), 1:2 Hernán Crespo (50., FE), 2:2 Daniel Amokachi (74.), 3:2 Emmanuel Amuneke (90.) |
| Nigeria        | Joseph Dosu – Celestine Babayaro, Taribo West, Uche Okechukwu, Mobi Oparaku (62. Wilson Oruma) – Sunday Oliseh, Victor Ikpeba (72. Emmanuel Amuneke), Jay-Jay Okocha (59. Garba Lawal), Nwankwo Kanu – Tijani Babangida, Daniel Amokachi Cheftrainer: Jo Bonfrere ( Niederlande) |
| Argentinien    | Pablo Cavallero – Roberto Ayala, Javier Zanetti, Roberto Néstor Sensini, José Chamot – Matías Almeyda, Christian Bassedas, Hugo Morales (58. Diego Simeone), Ariel Ortega – Hernán Crespo, Claudio López Cheftrainer: Daniel Passarella                                          |
| Gelbe Karten   | Oliseh, Oruma, Dosu – Sensini |

### Medaillenränge
| Rang               | Medaillengewinner |
| ------------------ | --- |
| Gold Nigeria       | Daniel Amokachi, Emmanuel Amuneke, Tijani Babangida, Emmanuel Babayaro (TW), Celestine Babayaro, Teslim Fatusi, Victor Ikpeba, Joseph Dosu (TW), Nwankwo Kanu, Garba Lawal, Abiodun Obafemi, Kingsley Obiekwu, Uche Okechukwu, Jay-Jay Okocha, Sunday Oliseh, Mobi Oparaku, Wilson Oruma, Taribo West Trainer: Jo Bonfrere ( Niederlande) |
| Silber Argentinien | Matías Almeyda, Roberto Ayala, Christian Bassedas, Carlos Bossio (TW), Pablo Cavallero (TW), José Chamot, Hernán Crespo, Marcelo Delgado, Marcelo Gallardo, Claudio López, Gustavo López, Hugo Morales, Ariel Ortega, Pablo Paz, Mauricio Pineda, Roberto Néstor Sensini, Diego Simeone, Javier Zanetti Trainer: Daniel Passarella        |
| Bronze Brasilien   | Aldair, Amaral, Bebeto, Roberto Carlos, Flávio Conceição, Danrlei (TW), Dida (TW), Zé Elias, Ronaldo Guiaro, André Luiz Moreira, Luizão, Zé María, Narciso, Juninho Paulista, Marcelinho Paulista, Rivaldo, Ronaldo, Sávio Bortolini Pimentel Trainer: Mário Zagallo                                                                      |

### Beste Torschützen
| Rang | Spieler          | Tore |
| ---- | ---------------- | ---- |
| 1    | Bebeto           | 6    |
|      | Hernán Crespo    | 6    |
| 3    | Ronaldo          | 5    |
| 4    | Marco Branca     | 4    |
| 5    | Flávio Conceição | 3    |
|      | Florian Maurice  | 3    |
|      | Nwankwo Kanu     | 3    |

## Frauenturnier
Erstmals in der olympischen Geschichte fand ein Turnier im Frauenfußball statt. „Da die Zeit für eine Qualifikationsrunde fehlte, wurden für das olympische Turnier automatisch die acht besten Teams der FIFA-Frauenfußball-Weltmeisterschaft 1995 ausgewählt (was bedeutete, dass keine Mannschaft aus Afrika oder Ozeanien teilnehmen konnte). Als einzige Ausnahme nominierte man Brasilien anstelle von England, das nach den Regeln des Internationalen Olympischen Komitees nicht teilnahmeberechtigt war.“ Es ist das einzige Turnier mit vier europäischen Teilnehmern.
Im Gegensatz zum Turnier der Männer, für das ein Höchstalter von 23 Jahren galt (mit Ausnahme von drei Spielern ohne Altersbegrenzung), mussten die Spielerinnen nur mindestens 16 Jahre alt sein.
Spielstätten waren wie beim Turnier der Männer das Legion Field in Birmingham/Alabama, das Florida Citrus Bowl in Orlando/Florida, das Orange Bowl Stadium in Miami/Florida, das Sanford Stadium in Athens/Georgia und das Robert F. Kennedy Memorial Stadium in Washington, D.C., wobei die Gruppenspiele im Rahmen von Doppelveranstaltungen mit dem Turnier der Männer ausgetragen wurden. Die beiden Halbfinalspiele und die Finalspiele des Frauenturniers fanden ebenfalls jeweils in einer Doppelveranstaltung statt.
Erster Olympiasieger im Frauenfußball wurde das Team des Gastgebers USA, das den Heimvorteil nutzte und ungeschlagen die Goldmedaille gewann. Hier konnten die Norwegerinnen mit der Bronzemedaille die Ehre der Europäer retten.

### Gruppenphase

#### Gruppe E
|                                     |   |          |           |
| 21. Juli 1996, 16:00 Uhr in Orlando |   |          |           |
| Vereinigte Staaten                  | – | Dänemark | 3:0 (2:0) |
| 21. Juli 1996, 16:00 Uhr in Miami   |   |          |           |
| Schweden                            | – | China    | 0:2 (0:2) |
| 23. Juli 1996, 18:00 Uhr in Orlando |   |          |           |
| Vereinigte Staaten                  | – | Schweden | 2:1 (1:0) |
| 23. Juli 1996, 18:00 Uhr in Miami   |   |          |           |
| Dänemark                            | – | China    | 1:5 (0:4) |
| 25. Juli 1996, 18:30 Uhr in Miami   |   |          |           |
| Vereinigte Staaten                  | – | China    | 0:0       |
| 25. Juli 1996, 18:30 Uhr in Orlando |   |          |           |
| Dänemark                            | – | Schweden | 1:3 (0:0) |

| Pl. | Land               | Sp. | S | U | N | Tore    | Diff. | Punkte |
| --- | ------------------ | --- | - | - | - | ------- | ----- | ------ |
| 1.  | China              | 3   | 2 | 1 | 0 | 007:100 | +6    | 07     |
| 2.  | Vereinigte Staaten | 3   | 2 | 1 | 0 | 005:100 | +4    | 07     |
| 3.  | Schweden           | 3   | 1 | 0 | 2 | 004:500 | −1    | 03     |
| 4.  | Dänemark           | 3   | 0 | 0 | 3 | 002:110 | −9    | 0      |

#### Gruppe F
|                                        |   |             |           |
| 21. Juli 1996, 15:00 Uhr in Washington |   |             |           |
| Norwegen                               | – | Brasilien   | 2:2 (1:0) |
| 21. Juli 1996, 13:30 Uhr in Birmingham |   |             |           |
| Deutschland                            | – | Japan       | 3:2 (2:2) |
| 23. Juli 1996, 18:30 Uhr in Washington |   |             |           |
| Norwegen                               | – | Deutschland | 3:2 (2:1) |
| 23. Juli 1996, 16:30 Uhr in Birmingham |   |             |           |
| Brasilien                              | – | Japan       | 2:0 (0:0) |
| 25. Juli 1996, 18:30 Uhr in Washington |   |             |           |
| Norwegen                               | – | Japan       | 4:0 (1:0) |
| 25. Juli 1996, 16:30 Uhr in Birmingham |   |             |           |
| Brasilien                              | – | Deutschland | 1:1 (0:1) |

| Pl. | Land        | Sp. | S | U | N | Tore    | Diff. | Punkte |
| --- | ----------- | --- | - | - | - | ------- | ----- | ------ |
| 1.  | Norwegen    | 3   | 2 | 1 | 0 | 009:400 | +5    | 07     |
| 2.  | Brasilien   | 3   | 1 | 2 | 0 | 005:300 | +2    | 05     |
| 3.  | Deutschland | 3   | 1 | 1 | 1 | 006:600 | ±0    | 04     |
| 4.  | Japan       | 3   | 0 | 0 | 3 | 002:900 | −7    | 0      |

### Halbfinale
|                                    |   |                    |           |
| 28. Juli 1996, 15:00 Uhr in Athens |   |                    |           |
| China                              | – | Brasilien          | 3:2 (1:0) |
| 28. Juli 1996, 17:30 Uhr in Athens |   |                    |           |
| Norwegen                           | – | Vereinigte Staaten | 1:2 n. GG |

### Spiel um Bronze
|                                     |   |          |           |
| 1. August 1996, 18:00 Uhr in Athens |   |          |           |
| Brasilien                           | – | Norwegen | 0:2 (0:2) |

### Finale
| Paarung            | Vereinigte Staaten – China |
| Ergebnis           | 2:1 (1:1) |
| Datum              | 1. August 1996 |
| Stadion            | Sanford Stadium, Athens |
| Zuschauer          | 76.489 |
| Schiedsrichterin   | Bente Skogvang ( Norwegen) |
| Tore               | 1:0 Shannon MacMillan (19.), 1:1 Sun Wen (32.), 2:1 Tiffeny Milbrett (68.) |
| Vereinigte Staaten | Briana Scurry – Carla Overbeck, Brandi Chastain, Joy Fawcett, Shannon MacMillan – Julie Foudy, Tisha Venturini, Kristine Lilly, Michelle Akers – Mia Hamm (89. Carin Gabarra), Tiffeny Milbrett (71. Tiffany Roberts) Cheftrainer: Tony DiCicco |
| China              | Gao Hong – Wang Liping (86. Yu Hongqi), Fan Yunjie, Xie Huilin, Sun Wen – Zhao Lihong, Shui Qingxia, Liu Ailing, Sun Qingmei – Liu Ying, Shi Guihong (69. Wei Haiying) Cheftrainer: Ma Yuanan                                                   |
| Gelbe Karten       | Lilly, Milbrett, Scurry – Huilin |

### Medaillenränge
| Rang                    | Medaillengewinnerinnen |
| ----------------------- | --- |
| Gold Vereinigte Staaten | Michelle Akers, Thori Staples Bryan, Brandi Chastain, Amanda Cromwell, Joy Fawcett, Julie Foudy, Carin Gabarra, Mia Hamm, Mary Harvey (TW), Kristine Lilly, Shannon MacMillan, Tiffeny Milbrett, Carla Overbeck, Cindy Parlow, Tiffany Roberts, Briana Scurry (TW), Tisha Venturini, Saskia Webber (TW), Staci Wilson Trainer: Tony DiCicco            |
| Silber China            | Liu Ailing, Shi Guihong, Wei Haiying, Gao Hong (TW), Zhong Honglian (TW), Yu Hongqi, Xie Huilin, Zhao Lihong, Niu Lijie, Wang Liping, Wen Lirong, Shui Qingxia, Sun Qingmei, Sun Wen, Chen Yufeng, Zhang Yan, Liu Ying, Fan Yunjie Trainer: Ma Yuanan                                                                                                  |
| Bronze Norwegen         | Ann Kristin Aarønes, Anne Nymark Andersen, Nina Nymark Andersen, Agnete Carlsen, Gro Espeseth, Tone Gunn Frustøl, Tone Haugen, Linda Medalen, Merete Myklebust, Bente Nordby (TW), Marianne Pettersen, Hege Riise, Brit Sandaune, Reidun Seth (TW), Ingrid Sternhoff, Heidi Støre, Tina Svensson, Trine Tangeraas, Kjersti Thun Trainer: Even Pellerud |

### Beste Torschützinnen
| Rang | Spieler             | Tore |
| ---- | ------------------- | ---- |
| 1    | Ann Kristin Aarønes | 4    |
|      | Linda Medalen       | 4    |
|      | Pretinha            | 4    |
| 4    | Shannon MacMillan   | 3    |
|      | Sun Qingmei         | 3    |
| 6    | Bettina Wiegmann    | 2    |
| …    |                     |      |
| 13 * | Birgit Prinz        | 1    |
|      | Pia Wunderlich      | 1    |
|      | Heidi Mohr          | 1    |

*Ein Eigentor zugunsten Deutschlands im Spiel gegen Japan.